# Irish Masters 1998
Das Benson & Hedges Irish Masters 1998 war ein Snooker-Turnier im Rahmen der Snooker Main Tour der Saison 1997/98. Das Einladungsturnier wurde vom 24. bis 29. März in Kill bei Dublin ausgetragen. Seit 1978 war das Gelände von Goffs in der kleinen Vorstadtgemeinde der Austragungsort.
Das Turnier ging in die Geschichte ein als das erste Turnier der Main Tour, bei dem dem Sieger der Titel aberkannt wurde. Ronnie O’Sullivan hatte erst den Titelverteidiger und Weltranglistenersten Stephen Hendry und danach auch noch die Nummer 2 John Higgins und den amtierenden Weltmeister Ken Doherty besiegt. Doch beim Dopingtest nach seinem 9:3-Sieg im Finale wurde er positiv auf Cannabis getestet. Der Titel wurde ihm ebenso wie das gesamte Preisgeld nachträglich aberkannt und Doherty wurde zum Sieger erklärt. Damit gewann auch erstmals in der Geschichte des Irish Masters ein Ire das Turnier.

## Preisgeld
Nachdem das Preisgeld in den vergangenen Jahren immer weiter gestiegen war, gab es in diesem Jahr einen deutlichen Rückgang. Außerdem wurde es ab diesem Jahr in irischen Pfund ausgezahlt. Umgerechnet in britische Pfund sank die Siegprämie um mehr als 10.000 £. Auch bei allen anderen Platzierungen gab es mindestens 1.000 £ weniger.
| Platzierung    | Preisgeld |
| -------------- | --------- |
| Sieger         | 61.130 £  |
| Finale         | – a       |
| Halbfinale     | 13.041 £  |
| Viertelfinale  | 6.520 £   |
| Runde 1        | 4.890 £   |
| Höchstes Break | 2.445 £   |
| Insgesamt      | 135.297 £ |

Anm.: Die ungeraden Beträge resultieren aus der Umrechnung von irischen in britische Pfund.

## Finalrunde
Zu den Teilnehmern gehörten die Top 8 der Weltrangliste. Des Weiteren wurden wie im Vorjahr Steve Davis und Jimmy White eingeladen und dazu die Nummer 11 Tony Drago und die Nummer 23 Fergal O’Brien als zweiter irischer Spieler. Die Spieler ab Platz 5 spielten in Runde 1 gegeneinander. Die Top 4 waren für das Viertelfinale gesetzt. Wie in den Vorjahren wurden die ersten drei Runden im Modus Best of 11 gespielt. Das Finale ging über 9 Gewinnframes (Best of 17).
|  | Runde 1 (Best of 11) | Runde 1 (Best of 11) | Runde 1 (Best of 11) |    |                   | Viertelfinale (Best of 11) | Viertelfinale (Best of 11) | Viertelfinale (Best of 11) |   |                   | Halbfinale (Best of 11) | Halbfinale (Best of 11) | Halbfinale (Best of 11) |  |  | Finale (Best of 17) | Finale (Best of 17) | Finale (Best of 17) |
|  |                      |                      |                      |    |                   |                            |                            |                            |   |                   |                         |                         |                         |  |  |                     |                     |                     |
|  |                      |                      |                      |    |                   | 1                          | Stephen Hendry             | 3                          |   |                   |                         |                         |                         |  |  |                     |                     |                     |
|  | 7                    | Ronnie O’Sullivan    | 6                    |    |                   | 1                          | Stephen Hendry             | 3                          |   |                   |                         |                         |                         |  |  |                     |                     |                     |
|  | 7                    | Ronnie O’Sullivan    | 6                    | 7  | Ronnie O’Sullivan | 6                          |                            |                            |   |                   |                         |                         |                         |  |  |                     |                     |                     |
|  | 11                   | Jimmy White          | 2                    | 7  | Ronnie O’Sullivan | 6                          |                            |                            | 7 | Ronnie O’Sullivan | 6                       |                         |                         |  |  |                     |                     |                     |
|  | 11                   | Jimmy White          | 2                    |    |                   |                            |                            |                            | 7 | Ronnie O’Sullivan | 6                       |                         |                         |  |  |                     |                     |                     |
|  |                      |                      |                      |    | 2                 | John Higgins               | 4                          |                            |   |                   |                         |                         |                         |  |  |                     |                     |                     |
|  |                      |                      |                      | 2  | 2                 | John Higgins               | 4                          | John Higgins               | 6 |                   |                         |                         |                         |  |  |                     |                     |                     |
|  | 8                    | Nigel Bond           | 5                    | 2  |                   |                            |                            | John Higgins               | 6 |                   |                         |                         |                         |  |  |                     |                     |                     |
|  | 8                    | Nigel Bond           | 5                    | 10 | Steve Davis       | 3                          |                            |                            |   |                   |                         |                         |                         |  |  |                     |                     |                     |
|  | 10                   | Steve Davis          | 6                    | 10 | Steve Davis       | 3                          |                            |                            | 7 | Ronnie O’Sullivan | 9                       |                         |                         |  |  |                     |                     |                     |
|  | 10                   | Steve Davis          | 6                    |    |                   |                            |                            |                            | 7 | Ronnie O’Sullivan | 9                       |                         |                         |  |  |                     |                     |                     |
|  |                      |                      |                      |    | 3                 | Ken Doherty                | 3                          |                            |   |                   |                         |                         |                         |  |  |                     |                     |                     |
|  |                      |                      |                      | 3  | 3                 | Ken Doherty                | 3                          | Ken Doherty                | 6 |                   |                         |                         |                         |  |  |                     |                     |                     |
|  | 5                    | Peter Ebdon          | 2                    | 3  |                   |                            |                            | Ken Doherty                | 6 |                   |                         |                         |                         |  |  |                     |                     |                     |
|  | 5                    | Peter Ebdon          | 2                    | 12 | Fergal O’Brien    | 1                          |                            |                            |   |                   |                         |                         |                         |  |  |                     |                     |                     |
|  | 12                   | Fergal O’Brien       | 6                    | 12 | Fergal O’Brien    | 1                          |                            |                            | 3 | Ken Doherty       | 6                       |                         |                         |  |  |                     |                     |                     |
|  | 12                   | Fergal O’Brien       | 6                    |    |                   |                            |                            |                            | 3 | Ken Doherty       | 6                       |                         |                         |  |  |                     |                     |                     |
|  |                      |                      |                      |    | 6                 | John Parrott               | 1                          |                            |   |                   |                         |                         |                         |  |  |                     |                     |                     |
|  |                      |                      |                      | 4  | 6                 | John Parrott               | 1                          | Mark Williams              | 1 |                   |                         |                         |                         |  |  |                     |                     |                     |
|  | 6                    | John Parrott         | 6                    | 4  |                   |                            |                            | Mark Williams              | 1 |                   |                         |                         |                         |  |  |                     |                     |                     |
|  | 6                    | John Parrott         | 6                    | 6  | John Parrott      | 6                          |                            |                            |   |                   |                         |                         |                         |  |  |                     |                     |                     |
|  | 9                    | Tony Drago           | 2                    | 6  | John Parrott      | 6                          |                            |                            |   |                   |                         |                         |                         |  |  |                     |                     |                     |
|  | 9                    | Tony Drago           | 2                    |    |                   |                            |                            |                            |   |                   |                         |                         |                         |  |  |                     |                     |                     |

## Finale
Nach der Finalniederlage 1992 bekam Ken Doherty eine zweite Chance sein Heimturnier zu gewinnen. Als Weltmeister und Weltranglistendritter stand er auf dem Höhepunkt seiner Karriere. Ein Turnier hatte er in der Saison schon gewonnen. Bei Ronnie O’Sullivan ging es auf und ab in der Karriere, aber mit drei Turniersiegen, darunter die UK Championship, war er wieder auf dem Weg nach oben. In der direkten Bilanz lag der Engländer mit 7:5 vorne, aber zum ersten Mal spielten sie in einem Finale gegeneinander.
Der erste Frame war eine knappe Angelegenheit und O’Sullivan holte ihn sich mit nur einem Punkt Vorsprung, danach kam er aber in Fahrt und holte sich auch die nächsten drei Frames, alle mit hohen Breaks. Erst nach der ersten Pause meldete sich Doherty mit einem Century-Break von 129 Punkten zurück. Aber der Engländer zweigte sich wenig beeindruckt und hielt dagegen. Die vier Frames bis zum Sessionende teilten sie sich und beim Stand von 6:2 lag der Vorteil klar bei O’Sullivan. Auch am Abend teilten sie sich die ersten beiden Frames und die Entscheidung rückte näher. Der Engländer blieb souverän, er sicherte sich den nächsten Frame und mit einem weiteren spielentscheidenden Break schloss er zum 9:3 ab.
Der Sieg war aber Makulatur. Eine Woche später wurde bekannt, dass bei der auch im Snooker üblichen Dopingprobe bei O’Sullivan Cannabis entdeckt worden war. Er gab zu, einige Tage vor dem Turnier Marihuana genommen zu haben. Er verlor den Titel und bekam kein Preisgeld, aber obwohl er wegen ungebührlichen Verhaltens unter Bewährung stand, hatte das Dopingvergehen sonst keine weiteren Folgen. Später wurde der Titel Ken Doherty zuerkannt. Es war sein 13. Profititel.
| Finale: Best of 17 Frames Goffs, Kill, Irland, 29. März 1998                                                                             |                |             |
| Ronnie O’Sullivan | 9:3            | Ken Doherty |
| Nachmittag: 52:51, 84:0 (83), 115:18 (107), 65:0 (64), 0:129 (129), 77:46 (77), 37:82, 89:31; Abend: 118:1 (68), 34:57, 96:21, 84:0 (84) |                |             |
| 107 | Höchstes Break | 129         |
| 1 | Century-Breaks | 1           |
| 6 | 50+-Breaks     | 1           |

## Century-Breaks
Nur 3 der 12 Spieler schafften im Turnier Breaks von 100 oder mehr Punkten, dafür waren alle mehrfach erfolgreich. Insgesamt 7 Centurys gab es. Ken Doherty übertraf im Finale alle bis dahin erzielten Breaks und sicherte sich die Zusatzprämie von 2.449 £ für das höchste Break. Erst später wurde aus seiner Prämie für den 2. Platz noch die Siegprämie.
| Ken Doherty       | 129, 111      |
| Ronnie O’Sullivan | 123, 109, 107 |
| Mark Williams     | 112, 101      |